# Anablepsoides jucundus
Anablepsoides jucundus es un pez de agua dulce la familia de los rivulines en el orden de los ciprinodontiformes.

## Morfología
Cuerpo alargado y colorido, los machos pueden alcanzar los 5 cm de longitud máxima.

## Distribución geográfica
Se encuentran en ríos de Sudamérica, en la cuenca de la cabecera del río Amazonas en Ecuador.

## Hábitat
Viven en pequeños cursos de agua entre 22 y 24°C, de comportamiento bentopelágico y no migrador.
Es muy difícil de mantener en acuario.